# Dimetilglioxima
La dimetilglioxima es un compuesto químico de fórmula CH3C(NOH)C(NOH)CH3. Su abreviatura es DmgH2 para la forma neutra y DmgH − para forma aniónica monodesprotonada. Este sólido incoloro es una dioxima derivada de la dicetona butano-2,3-diona (también conocida como diacetilo ). La DmgH2 se utiliza en el análisis de paladio o níquel . Sus complejos de coordinación tienen interés teórico como modelos para enzimas y como catalizadores. Se pueden preparar muchos ligandos relacionados a partir de otras dicetonas, como por ejemplo, bencilo.

## Preparación
La dimetilglioxima se puede preparar a partir de butanona, primero mediante reacción con nitrito de etilo para dar diacetil monoxima. La segunda oxima se añade a la molécula principal utilizando sulfonato de hidroxilamina de sodio: 

## Complejos
La dimetilglioxima forma complejos con metales como el níquel,  paladio y el cobalto.  Estos complejos se utilizan para separar esos cationes de soluciones de  sus sales metálicas y en análisis gravimétricos del níquel, así como reactivo específico para la identificación de  Ni(II) en el análisis cualitativo. También se utiliza en el refinado de metales preciosos para precipitar el paladio a partir de soluciones de cloruro de paladio. La reacción  entre el Ni(II) y la dimetilglioxima para formar dimetilglioximato de níquel requiere un pH neutro o ligeramente básico, generalmente tamponado con amoniaco, para evitar la precipitación del hidróxido de níquel. En medio ácido no se forma el precipitado.

Formación del complejo de dimetilglioximato de níquel

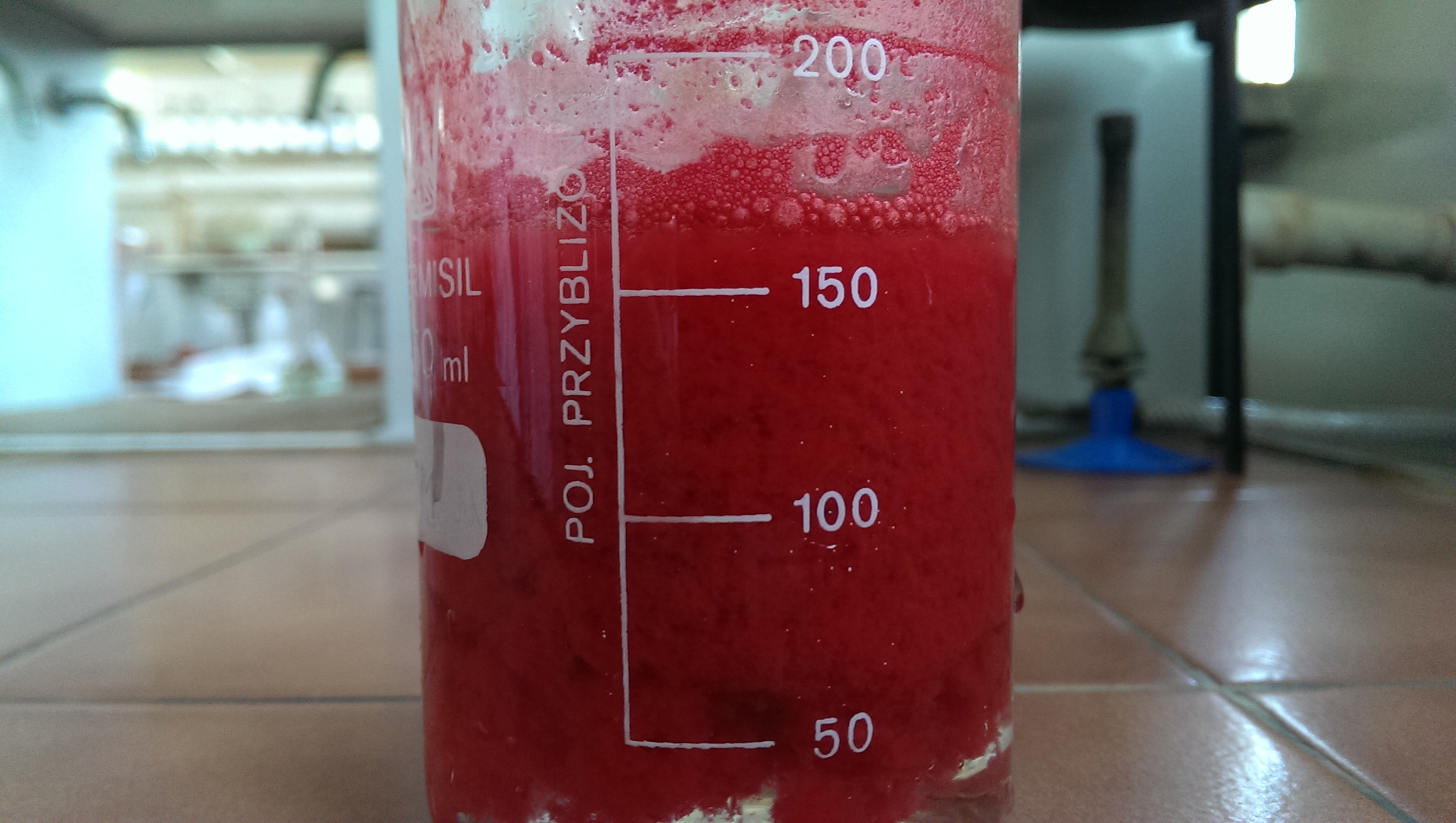
Complejo de dimetilglioximato de níquel

El Co(II), produce un complejo semejante, de color pardo-rojizo, soluble en medio acuoso, mientras que el Pd(II) forma el dimetilglioximato insoluble, de color amarillo, en medio ácido, que es soluble en medio básico amoniacal.  Otros iones metálicos, como Fe(II) o Cu(II), también forman dimetilglioximatos solubles.